# Clarence Carter
Clarence Carter, född 14 januari 1936 i Montgomery, Alabama, USA, är en amerikansk soulsångare.
Carter är blind sedan födseln. Han började sin karriär som ena halvan av en blind sångareduo. Sommaren 1966 fortsatte han som soloartist. Från och med 1967 fick han en del adekvata hits i hemlandet som "Slip Away" (1968), "Snatching It Back" och "Too Weak to Fight" (1969) men hans största hit var "Patches" från 1970.

## Diskografi
- 1968 – This Is Clarence Carter
- 1969 – Testifyin'
- 1969 – The Dynamic Clarence Carter
- 1970 – Patches
- 1971 – That's What Your Love Means to Me
- 1973 – Sixty Minutes
- 1974 – Real
- 1975 – Loneliness & Temptation
- 1976 – Heart Full of Song
- 1977 – I Got Caught Making Love
- 1977 – Let's Burn
- 1981 – Mr. Clarence Carter in Person
- 1985 – Messin' with My Mind
- 1987 – Hooked on Love
- 1989 – Touch of Blues
- 1990 – Between a Rock and a Hard Place
- 1992 – Have You Met Clarence Carter...Yet?
- 1994 – Live with the Dr.
- 1994 – Dr. C.C.
- 1995 – Together Again
- 1995 – I Couldn't Refuse
- 1996 – Carter's Corner
- 1997 – Too Weak to Fight
- 1999 – Bring It to Me
- 2001 – Live in Johannesburg
- 2003 – All Ya'll Feeling Alright
- 2005 – One More Hit